# Microcaecilia
Microcaecilia es un género de anfibios gimnofiones de la familia Caeciliidae.
El área de distribución de este género se extiende por Ecuador, Colombia, el sur de Venezuela, la República Cooperativa de Guyana, la Guayana Francesa, la República del Surinam y el Brasil. 

## Especies
Se reconocen las 16 siguientes:
- Microcaecilia albiceps (Boulenger, 1882)
- Microcaecilia butantan[2] Wilkinson, Antoniazzi & Jared, 2015
- Microcaecilia dermatophaga[3] Wilkinson, Sherratt, Starace & Gower, 2013
- Microcaecilia grandis Wilkinson, Nussbaum & Hoogmoed, 2010
- Microcaecilia iwokramae (Wake & Donnelly, 2010)
- Microcaecilia iyob Wilkinson & Kok, 2010
- Microcaecilia marvaleewakeae[4] Maciel & Hoogmoed, 2013
- Microcaecilia nicefori (Barbour, 1924)
- Microcaecilia pricei (Dunn, 1944)
- Microcaecilia rabei (Roze & Solano, 1963)
- Microcaecilia rochai Maciel & Hoogmoed, 2011
- Microcaecilia savagei[5] Donnelly & Wake, 2013
- Microcaecilia supernumeraria Taylor, 1969
- Microcaecilia taylori Nussbaum & Hoogmoed, 1979
- Microcaecilia trombetas Maciel & Hoogmoed, 2011
- Microcaecilia unicolor (Duméril, 1863)